# Cyrtandra maculata
Cyrtandra maculata är en tvåhjärtbladig växtart som beskrevs av William Jack. Cyrtandra maculata ingår i släktet Cyrtandra och familjen Gesneriaceae. Inga underarter finns listade i Catalogue of Life.